# Eupeodes subsimus
Eupeodes subsimus är en tvåvingeart som först beskrevs av Fluke 1952.  Eupeodes subsimus ingår i släktet fältblomflugor, och familjen blomflugor. Inga underarter finns listade i Catalogue of Life.